# 北条時幸
北条 時幸（ほうじょう ときゆき）は、鎌倉時代前期の北条氏の一門。名越流北条氏の祖である北条朝時の四男。名越 時幸（なごえ ときゆき）とも。
寛元4年（1246年）に4代執権北条経時が早世すると、兄弟と共に前将軍藤原頼経を擁して反得宗派を形成し、経時の弟で後を継いだ執権北条時頼を廃そうとした宮騒動を起こすが失敗し、5月25日に兄光時と共に出家して時頼に降伏した。時幸は反得宗で最も強硬派であったと見られている。
降伏後、まもなく6月1日に死去したと『吾妻鏡』は伝えるが、葉室定嗣の日記『葉黄記』によれば自害させられたという。